# Coelho Vermelho
Coelho Vermelho é um thriller escrito por Tom Clancy. Ele foi publicado originalmente em 2002 como parte da série de livros do Universo Jack Ryan.

## Sinopse
Antes de se tornar diretor da CIA, de enfrentar perigosos terroristas na Casa Branca, quando não imaginava embarcar no submarino Outubro Vermelho, Jack Ryan foi professor, durante uma temporada na Inglaterra. Encontros com a dissidência do IRA acabaram chamando a atenção do Alto Comando da CIA e do Serviço Secreto britânico, o SIS. Quando recebeu o convite para ingressar na agência norte-americana, Jack o aceitou imediatamente. A oportunidade era irrecusável, e ele tinha certeza de que poderia conciliar o serviço com suas outras ocupações.